# Panda (Google)
Pour les articles homonymes, voir Panda.

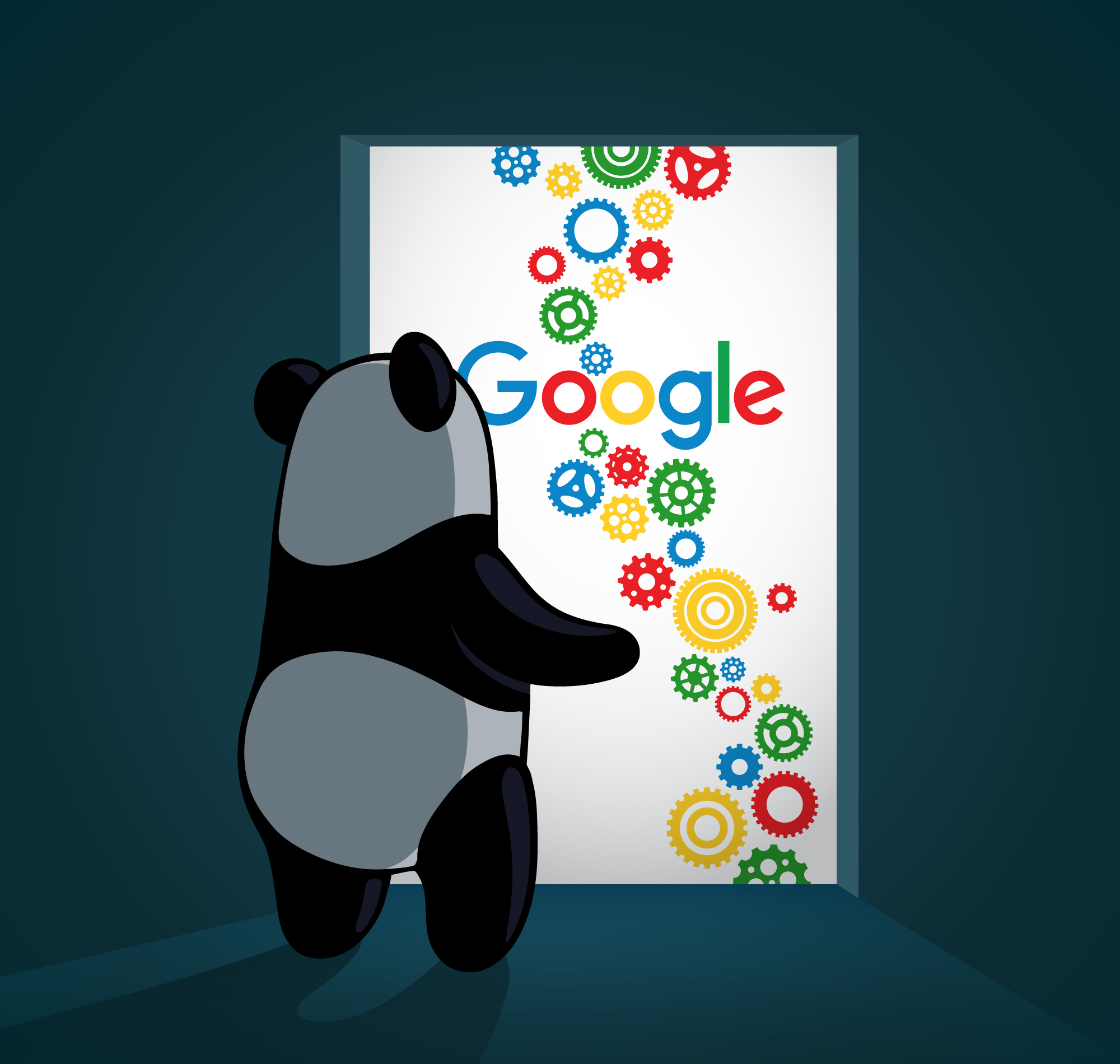
illustration de Google Panda. Cette image est liée à la mise à jour de Google Panda

Google Panda est le nom d'un algorithme du moteur de recherche de Google. La première version de cet algorithme est parue en février 2011. Elle a été mise en place dans le but de dévaluer des résultats de recherche les sites proposant un contenu de faible qualité, ne disposant pas d'un contenu textuel suffisant ou faisant du duplicate content.
CNET a remarqué lors de la mise en place de l'algorithme une forte amélioration du positionnement des sites de presse et des réseaux sociaux. À l'inverse, les sites contenant beaucoup de publicités ont vu leurs positions dégringoler. Ce changement d'algorithme aurait affecté jusqu'à 12 % de l'ensemble des résultats de recherche.
Peu de temps après le lancement de Panda, de nombreux webmasters et référenceurs se sont plaints auprès de Google : ils constataient que des sites à faible valeur ajoutée ou violant le droit d'auteur étaient mieux positionnés que leur propre site contenant pourtant du contenu original. Google s'est aidé de ces informations pour mieux détecter les sites faisant des optimisations frauduleuses.
Ce n'est qu'après plusieurs mises à jour, qu'en avril 2011 cet algorithme eut une influence mondiale sur les résultats de recherche, influence qui perdure encore aujourd'hui[En quoi ?]. Pour aider les éditeurs concernés, Google a donné sur son blog une orientation pour l'auto-évaluation de la qualité d'un site web. Google a fourni une liste de 23 points à respecter pour être sûr de faire un site de haute qualité.